# Арсланов, Нури Газизович
Нури́ Гази́зович Арсла́нов (тат. Нури Газиз улы Арсланов, 19 сентября 1912 — 12 апреля 1991) — татарский советский поэт, переводчик, лауреат Государственной премии Татарской АССР имени Габдуллы Тукая (1985).

## Биография
Родился 19 сентября 1912 года в Петропавловске.
В 1928 году окончил школу-семилетку в Кокчетаве и для продолжения образования уехал в Казань. До 1931 года учился на художественном отделении Казанского техникума искусств, после окончания которого работал преподавателем татарской литературы и рисования, художником-оформителем в городах Средней Азии и Дальнего Востока. В 1933 году приехал в Казань и работал художником в редакциях журнала «Пионер каләме» (ныне «Ялкын») и газеты «Яшь ленинчы» (ныне «Сабантуй»).
В 1934—1936 годах служил в Советской Армии.
В 1939 году Н. Арсланов участвовал в боях с белофиннами, командир миномётного расчёта.
Участник Великой Отечественной войны: с июля 1942 — командир роты 364-го стрелкового полка (Калининский фронт). В битве за город Ржев в августе 1942 года был тяжело ранен в левую ногу и госпитализирован. За выполнение боевых заданий был награждён орденом Красной Звезды и медалью «За отвагу».
После войны работал художником в газете «Совет Татарстаны», в 1964—1972 годах — заведующим отделом поэзии журнала «Казан утлары». С 1972 года он — писатель-профессионал.
Нури Арсланов умер в 1991 году в Казани. Похоронен на Татарском кладбище в Казани.

## Творчество
Нури Арсланов вошёл в литературу в тяжёлую военную пору своими поэмами «Любовь» (1942) и «Русская девушка» (1943).
Он одним из первых среди татарских поэтов обратился к современной теме. Широко известны его поэмы-легенды «Ай Хян и Ли» (1950), «Давыл кызы» («Дочь бури», 1954), «Горур Гайшә» («Гордая Гайша», 1967), «Диңгез ярында» («На берегу моря»,1967).
Поэмы «Любовь», «Русская девушка» и «Дочь бури» считаются этапными в становлении этого жанра татарской литературы.
С 1960-х годов ведущее место в творчестве Арсланова занимает философская лирика, которая вошла в сборники стихов «Ак таңнар» («Белые зори», 1967), «Иделем-илем» («Волга моя — родная сторона», 1982) и др.
В 1992 году вышли «Избранные произведения» поэта.
Нури Арсланов перевёл на татарский язык произведения О. Хайяма, А. С. Пушкина, М. Ю. Лермонтова, Дж. Байрона, И. В. Гёте и др.
За заслуги в области литературы он награждён орденами «Знак Почёта» (1957), Трудового Красного Знамени (1971) и Дружбы народов (1982).
В 1985 году за сборник стихов «Волга моя родная сторона» он был удостоен Государственной премии Татарской АССР имени Габдуллы Тукая.

## Награды
- орден Отечественной войны I степени (11.03.1985)
- орден Трудового Красного Знамени (1971)
- орден Дружбы народов (17.09.1982)
- орден Красной Звезды (29.08.1942)
- орден «Знак Почёта» (14.06.1957)
- медаль «За отвагу» (06.08.1946)
- другие медали